# Успенская церковь (Ростов-на-Дону)
Церковь Успения Пресвятой Богородицы — православный храм, построенный в Ростове-на-Дону в 1880—1889 годах. В советское время храм был снесён. Располагался на пересечении современной улицы Максима Горького и Соборного переулка.

## История
Первая деревянная Успенская церковь была построена в Ростове-на-Дону между 1764 и 1766 годами. Это был храм третьего пограничного батальона. Он находился в солдатском форштадте крепости неподалёку от старой Казанской церкви. В 1777 году по инициативе генерал-майора Гурьева храм был разобран, и его материал использовали при ремонте Казанской церкви.
Во второй половине XIX века в Ростове было решено возвести Успенскую церковь в честь 25-летия царствования императора Александра II. Деньги на строительство храма пожертвовал купец Илья Степанович Шушпанов и его сын, почётный гражданин Гавриил Ильич Шушпанов. Торжественная закладка храма состоялась 27 июня 1880 года. Строительство храма, предположительно, шло под надзором городских архитекторов В. И. Якунина и Н. М. Соколова. Храм был освящён в начале декабря 1889 года. Место для строительства храма было выбрано весьма символично: на юге Соборного переулка располагался собор Рождества Пресвятой богородицы, а храм Успения Пресвятой Богородицы был соответственно возведён северной части переулка.
Успенская церковь была построена в традициях позднего классицизма с элементами русского стиля. У храма было пять куполов и двухъярусная колокольня. Главный престол был освящён в честь Успения Пресвятой Богородицы. Правый (южный) придел был освящён во имя Архангела Гавриила (небесного покровителя основателя храма); левый (северный) придел — в честь Анны Пророчицы. Интерьер храма украшали росписи, иконостас был отделан мозаикой. В храме хранилась икона в честь спасения императора Александра III в железнодорожной катастрофе 17 октября 1888 года. В 1902 году при храме была основана церковно-приходская школа.
В 1928 году власти Ростова передали Успенскую церковь старообрядческой общине. В 1930-х годах храм был закрыт и снесён. На его месте построили жилой дом для сотрудников Ростовского государственного университета. Здание церковно-приходской школы сохранилось до наших дней в сильно перестроенном виде.
В 2012 году в ходе работ по реконструкции улицы Максима Горького на месте бывшего кладбища Успенской церкви было обнаружено два захоронения. Согласно одному из предположений, останки могли принадлежать основателю храма Гавриилу Ильичу Шушпанову и его жене.